# 熱砂の日
『熱砂の日』（ねっさのひ、Heat and Dust）は、1983年のイギリス映画。
ルース・プラワー・ジャブヴァーラによる同名小説(1975年)を原作とし、1920年代のイギリス領インド帝国と1982年（現代）のインドにおけるそれぞれの女性の生き様を交錯させつつ描いている。
この映画の公開当時はかつてのイギリス領インド帝国への人々の関心が高まっていた時期で、「ガンジー」（1982年）、「インドへの道」（1984年）も公開されいずれも高い評価を得ている。この「熱砂の日」も1983年度の英国アカデミー賞に作品賞を含む8部門にノミネートされ、ルース・プラワー・ジャブヴァーラが脚色賞を受賞している。
撮影中に予算不足に陥り、俳優もスタッフも無償で撮影を続けていたが、編集前のフィルムを見たジェイコブ・ロスチャイルドが資金提供を申し出たことで映画は無事完成した。

## キャスト
1982年の登場人物
- ジュリー・クリスティ：アン
- ザキール・フセイン：ラル（インドの公務員、アンと不倫関係になる）
- ラトナー・パータク・シャー：ラルの妻
- ニコラス・グレイス：ハリー・ハミルトン＝ポール

1920年代の登場人物
- グレタ・スカッキ：オリビア（アンの大叔母）
- クリストファー・カザノフ：ダグラス（オリビアの夫）
- シャシ・カプール：ナワブ（英国と対立するインド人貴族、オリビアと不倫関係になる）
- マドハール・ジャフリー：ナワブの母親
- パトリック・ゴッドフリー：サンダース医師
- ジェニファー・ケンドール：サンダース夫人
- スーザン・フリートウッド：クロフォード夫人
- ニコラス・グレイス：ハリー・ハミルトン＝ポール

## スタッフ
- 監督：ジェームズ・アイヴォリー
- 製作：イスマイール・マーチャント
- 脚本：ルース・プラワー・ジャブヴァーラ
- 原作：ルース・プラワー・ジャブヴァーラ
- 撮影：ウォルター・ラサリー
- 音楽：リチャード・ロビンズ
- 編集：ハンフリー・ディクソン

## 評価
ヨーロッパ、とりわけイギリスで芸術性の高さを評価されヒットした。1983年3月までのロンドンの興行チャートでは「ガンジー」、「評決」、「愛と青春の旅だち」に次ぐ4位を記録した。
1983年のカンヌ国際映画祭のコンペティションに出品された。（パルムドールは今村昌平の楢山節考）
脚本を担当したジャブヴァーラは1983年度のロンドン映画批評家協会賞の脚本賞、および英国アカデミー賞の脚色賞を受賞した。
本作品は批評家から好意的な反応を得ている。ニューヨーク・タイムズの映画評論家ヴィンセント・キャンビーは以下の論評をしている。
また、手厳しい評論で高い影響力を持っていた映画評論家ロジャー・イーバートは以下の論評をしている。
50年にわたって映画の中のスピリチュアリティを追求してきたフレデリック・ブリュサットとメアリー・アン・ブリュサット夫妻は以下の論評をしている。
Rotten Tomatoesでは批評家の支持率が79%、平均評価7.1/10となっている。

## 主な受賞
英国アカデミー賞
- 脚色賞（ルース・プラワー・ジャブヴァラ）

ロンドン映画批評家協会賞
- 脚本賞（ルース・プラワー・ジャブヴァラ）